# روابط هند و لسوتو
هند و لسوتو از سال ۱۹۹۶ روابط دیپلماتیک دارند که هند از طریق کمیسیون عالی خود در پرتوریا، آفریقای جنوبی به لسوتو اعتبار می‌دهد و لسوتو کمیسیون عالی مقیم خود را در دهلی نو دارد. هر دو کشور عضو جنبش عدم تعهد و کشورهای مشترک‌المنافع هستند.
لسوتو با توجه به جایگاه هند به عنوان بزرگ‌ترین دموکراسی جهان و سابقه هند در ترویج صلح، رسماً از کاندیداتوری هند برای کرسی دائم در شورای امنیت سازمان ملل متحد حمایت کرده است. همچنین لسوتو کشمیر را بخشی جدایی‌ناپذیر از هند می‌داند و از موضع هند در این زمینه حمایت می‌کند.
پس از سفر نخست‌وزیر لسوتو، پاکالیتا موسیسیلی، به هند در سال ۲۰۰۳، لسوتو نمایندگی دائم خود را در دهلی نو افتتاح کرد. آقای شابیر پیربهی به عنوان کمیسر عالی لسوتو در هند منصوب شد.
در مارس ۲۰۱۴، آقای مان موهان باکایا به عنوان کنسول افتخاری هند در لسوتو توسط کمیسر عالی هند در آفریقای جنوبی منصوب شد.

## جامعه هندی‌ها
جامعه‌ای مهم و مستقر از حدود ۴٬۰۰۰ نفر هندی در لسوتو زندگی می‌کنند که در زمینه تجارت و بازرگانی فعالیت دارند. این جامعه با سطح اقتصادی بالایی شناخته شده و حضور آن از اوایل قرن بیستم در لسوتو ثبت شده است. جشن‌ها، مراسم و رویدادهای سالانه توسط انجمن هندی‌های لسوتو برگزار می‌شود.

## روابط اقتصادی
در سال مالی ۲۰۲۲، تجارت خالص هند با لسوتو به ۳۰ میلیون دلار رسید. این تجارت شامل محصولات دارویی، منسوجات و محصولات معدنی بود.